# Quincy (Massachusetts)

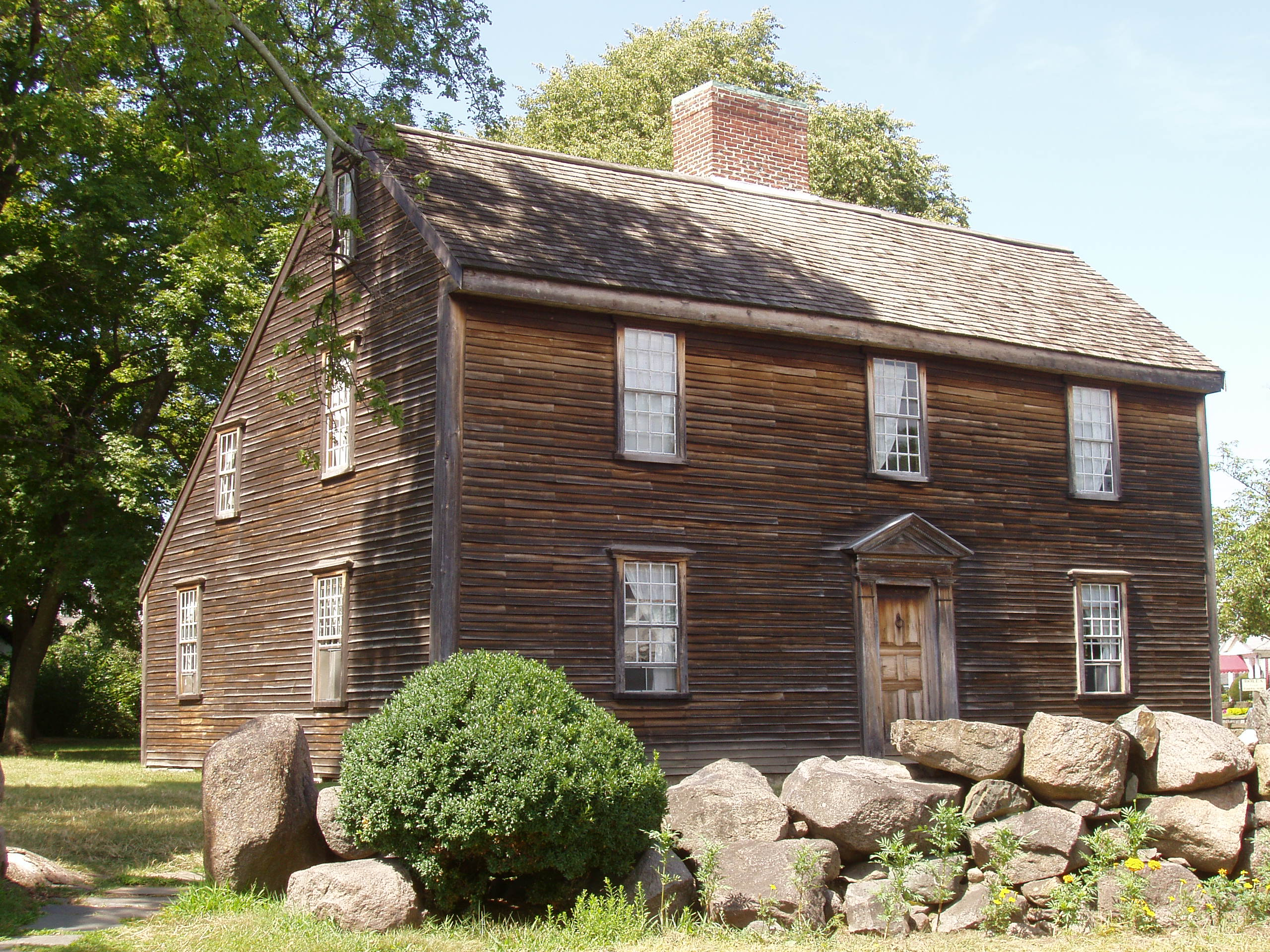
Geboortehuis van John Adams in Quincy

Quincy is een stad in Norfolk County, Massachusetts, die ongeveer 20 km ten zuiden van het centrum van Boston ligt. Bij de volkstelling van 2000 had Quincy 88.025 inwoners. In 2016 werd hun aantal geschat op 93.688, in 2020 was het aantal inwoners opgelopen tot 101.636.

## Geschiedenis
De plaats werd gegrondvest in 1625, toen het deel uitmaakte van Braintree. In 1792 werd het een zelfstandige gemeente, en het werd een stad (city) in 1888. De stad is genoemd naar Kolonel John Quincy.
Een bijnaam van Quincy is "The City of Presidents", de stad van presidenten. De geboortehuizen van twee Amerikaanse presidenten, John Adams en John Quincy Adams, staan in Quincy. In de grafkelder van de United First Parish Church liggen zij begraven, samen met hun echtgenotes Abigail Adams en Louisa Adams.

## Bezienswaardigheden
In de plaats ligt het United States Naval Shipbuilding Museum. Het belangrijkste onderdeel van de expositie is de USS Salem, een zware kruiser van de Amerikaanse marine. Het schip was het derde marineschip met deze naam en werd kort na het einde van de Tweede Wereldoorlog gebouwd op de belangrijke Fore River Shipyard. Deze scheepswerf bestaat niet meer en is grotendeels gesloopt.

## Geboren
- John Adams (1735-1826), tweede president van de Verenigde Staten (1797-1801) en ambassadeur
- Ruth Gordon (1896-1985), actrice
- John Cheever (1912-1982), schrijver
- Carl Andre (1935-2024), beeldhouwer
- Lee Remick (1935-1991), actrice
- Dick Dale (1937-2019), gitarist (surfrock)
- Illeana Douglas (1961), actrice
- MrBallen (1988), youtuber en militair

## Plaatsen in de nabije omgeving
De onderstaande figuur toont nabijgelegen plaatsen in een straal van 12 km rond Quincy.